# Црне и бијеле кошуље
Црне и бијеле кошуље је југословенски филм из 1963. године. Режирао га је Иван Хетрих, а сценарио је писао Александар Петровић.

## Улоге
| Глумац           | Улога |
| ---------------- | ----- |
| Павле Богдановић |       |
| Вања Драх        |       |
| Ервина Драгман   |       |
| Јожа Грегорин    |       |
| Крешимир Зидарић |       |